# Gęstość obezwładniania
Gęstość obezwładniania - umowna norma skutecznego obezwładniania celów powierzchniowych wyrażająca się liczba pocisków artyleryjskich na 1 hektar.